# Klaus Wowereit
Klaus Wowereit (Berlín, Alemania, 1 de octubre de 1953) es un político alemán, miembro del Partido Socialdemócrata de Alemania (SPD). Desde junio de 2001 hasta diciembre de 2014 fue el alcalde de Berlín. 
Es uno de los políticos más conocidos de Alemania desde que se declaró abiertamente homosexual con la frase "Ich bin schwul, und das ist auch gut so" (literalmente: "Soy gay, y está bien que sea así").

## Formación, profesión y familia
Tras el "Abitur" (equivalente a la Selectividad en España) que aprobó en 1973 en el colegio Ulrich von Hutten de Berlín, comenzó a estudiar Derecho en la Universidad Libre de Berlín, que finalizó en 1979 con la aprobación del primer Examen de Estado (especie de reválida de los estudios cursados en la Universidad, al que siguen las prácticas en Tribunales, Administración, bufetes, Universidades extranjeras, etc.). En 1981 aprobó el segundo Examen de Estado (reválida relativa a la valoración de las prácticas realizadas) que habilita para ejercer la abogacía. A partir de esa fecha trabajó como asesor en materia de empleo para el Secretario de Interior de Berlín.
Vive desde 1992 con el neurocirujano Jörn Kubicki (* 1965).

## Política
En 2001, Klaus Wowereit formó un gobierno de coalición entre su partido y el Partido del Socialismo Democrático (hoy La Izquierda), heredero del SED, el partido oficialista de la RDA.
Sin embargo, debido a la grave crisis económica y financiera que está pasando Berlín desde los años noventa, esta coalición tuvo que seguir un curso de austeridad financiera y de recortes de gastos. Para incentivar el crecimiento demográfico y económico de Berlín, Wowereit defendió la inversión en ciertos proyectos de prestigio y en la cultura popular, contribuyendo así a la fama de dinamismo que posee esta ciudad a pesar de su situación financiera precaria.
Después de repetir la victoria del SPD en las elecciones regionales de Berlín con una holgada mayoría en septiembre de 2005, Wowereit anunció que "en el futuro" iba a dedicarse más a la política federal alemana. En contra de la posición del presidente federal del SPD, Kurt Beck, y de buena parte de la cúpula del partido, Wowereit defiende la posibilidad de un gobierno de coalición junto con el Partido de la Izquierda también a escala federal. En 2011 fue reelegido por segunda vez como alcalde. Presentó la renuncia a su cargo el 26 de agosto de 2014 y fue reemplazado el 11 de diciembre por Michael Müller.